# Rui Costa (cyklist)
Rui Alberto Faria da Costa, född 5 oktober 1986, är en portugisisk professionell cyklist. Sedan säsongen 2024 tävlar han för UCI-World Tour laget EF-Education - Easypost.
Costa blev professionell inför säsongen 2007 med det portugisiska stallet SL Benfica. Han är mest känd för sin seger i Världsmästerskapens linjelopp 2013, då han spurtbesegrade spanjoren Joaquím Rodríguez. Han vann även en etapp i Tour de France 2011 samt två etapper under Tour de France 2013. Dessutom har han tre raka segrar i Tour de Suisse, efter att ha vunnit etapploppet 2012, 2013 och 2014.

## Meriter (urval)
Källa 
2009
1:a  Totalt Dunkerques fyradagars
1:a  Ungdomstävlingen
2:a Totalt Vuelta Chihuahua Internacional
1:a Etapp 3
1:a  Bergspristävlingen
2010
1:a Trofeo Deià
1:a Etapp 8 Tour de Suisse
1:a  Nationsmästerskapens tempolopp
2:a Totalt Dunkerques fyradagars
1:a  Ungdomstävlingen
2011
1:a Etapp 8 Tour de France
1:a Vuelta a la Comunidad de Madrid
1:a Grand Prix Cycliste de Montréal
2012
1:a  Totalt Tour de Suisse
1:a Etapp 2
2:a GP Ouest-France
2:a Trofeo Deià
3:a Totalt Romandiet runt
3:a Grand Prix Cycliste de Québec
2013
1:a  Världsmästerskapens linjelopp
1:a  Totalt Tour de Suisse
1:a Etapp 7 & 9
1:a Etapp 16 & 19 Tour de France
1:a  Nationsmästerskapens tempolopp
1:a Klasika Primavera
3:a Romandiet runt
2014
1:a  Totalt Tour de Suisse
1:a Etapp 9
2:a Totalt Paris–Nice
3:a Totalt Volta ao Algarve
1:a  Poängtävlingen
3:a Romandiet runt
2015
1:a  Nationsmästerskapens linjelopp
3:a Totalt Critérium du Dauphiné
1:a Etapp 6